# Janowo (gmina Bezdany)
Janowo (lit. Jonėnai) – wieś na Litwie, w okręgu wileńskim, w rejonie wileńskim, w gminie Bezdany.

## Historia
W dwudziestoleciu międzywojennym zaścianek Janowo leżał w Polsce, w województwie wileńskim, w powiecie wileńsko-trockim, w gminie Niemenczyn. W 1931 miejscowość liczyła 13 mieszkańców, zamieszkałych w 2 budynkach.
Po II wojnie światowej w granicach Związku Sowieckiego. Od 1991 na niepodległej Litwie.